# Torre de radio de Berlín

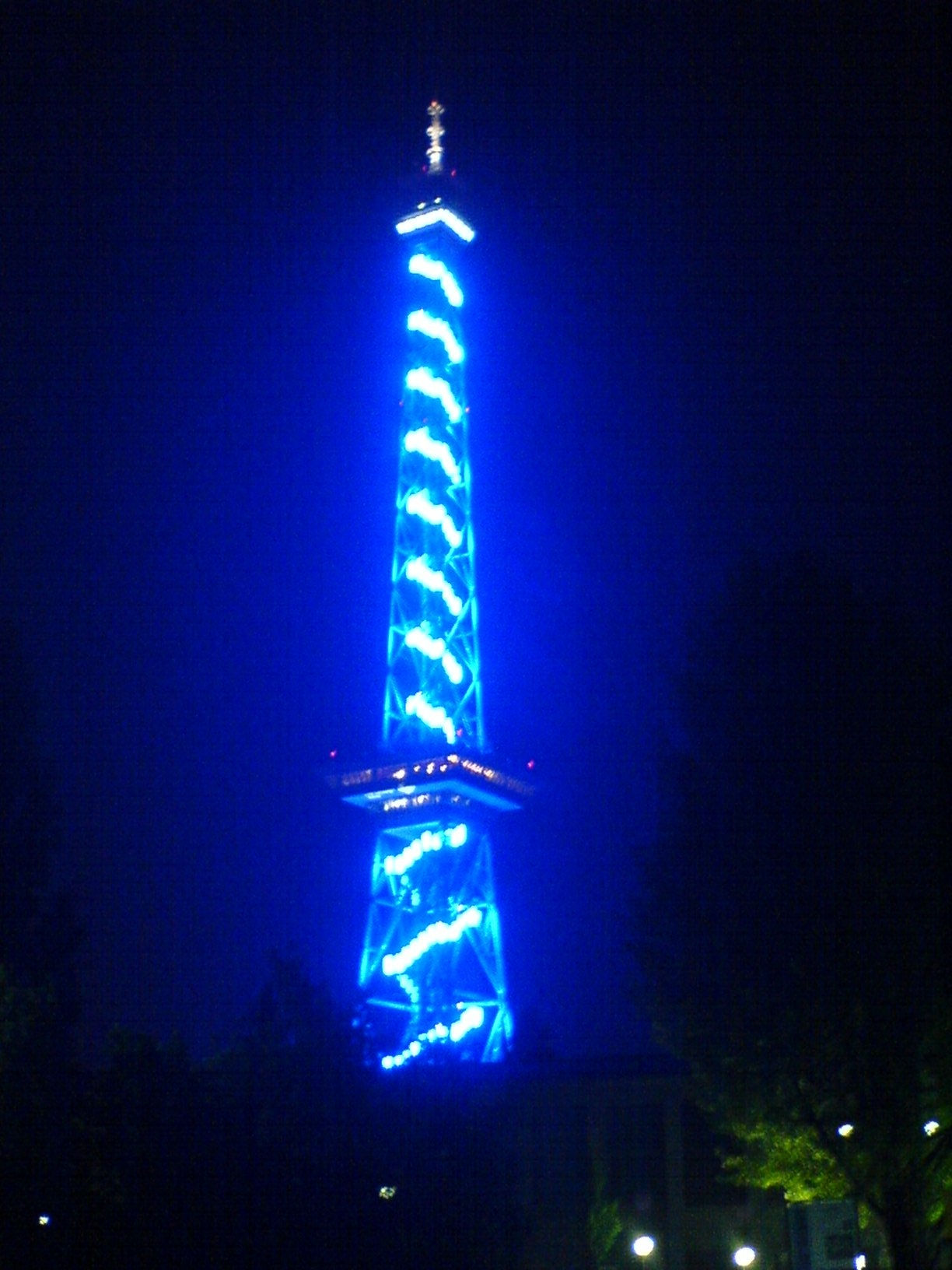
La torre de noche iluminada con luz azul.

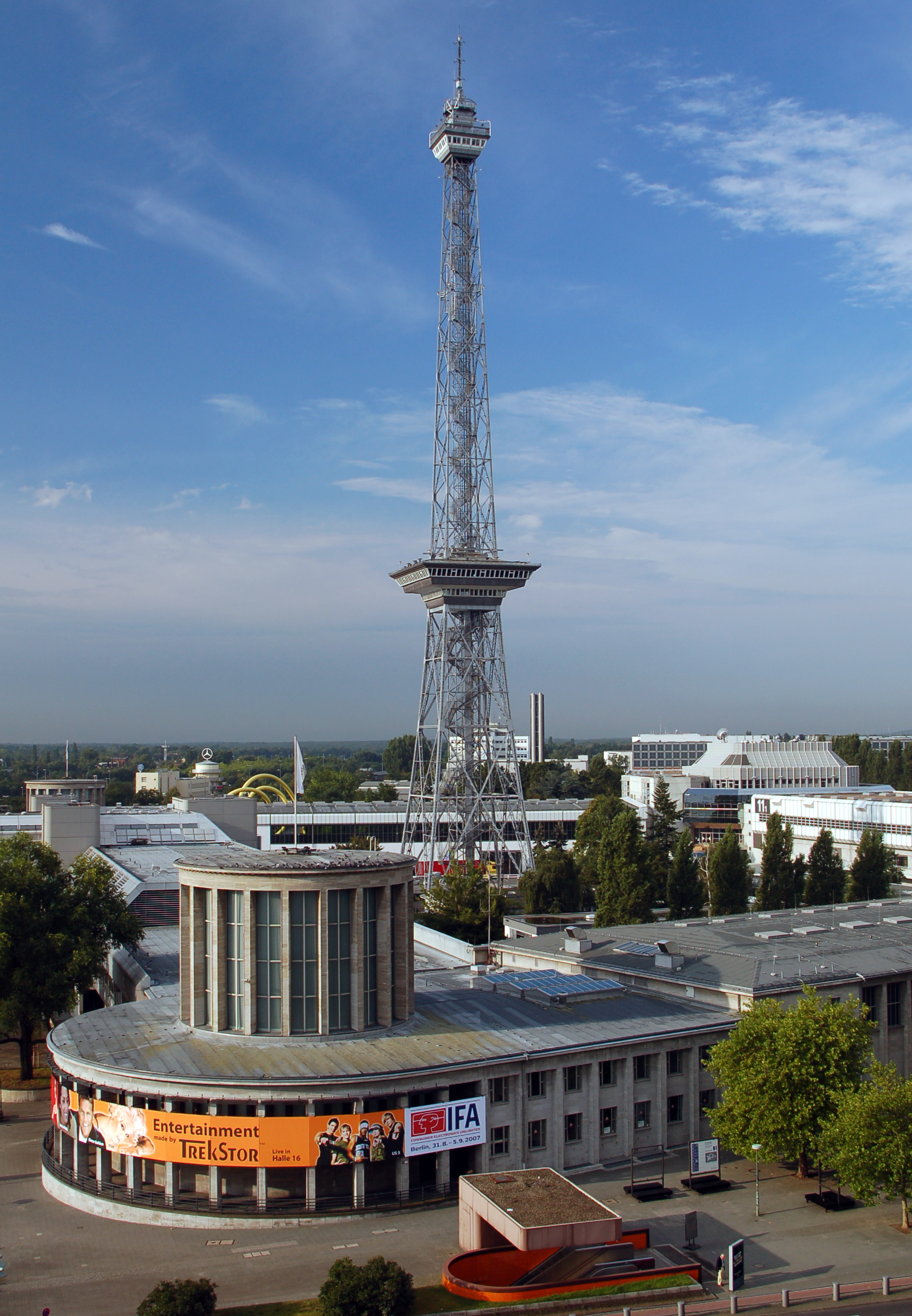

La Torre de radio Berlín es una torre de transmisión de radio ubicada en Berlín (Alemania), que fue construida entre 1924 y 1926 por Heinrich Straumer. Se la conoce popularmente como der lange Lulatsch (coll. «el larguirucho» o «el grandullón») y es uno de los puntos de interés más conocidos de la ciudad de Berlín. Se encuentra dentro de la Feria de muestras de Berlín en el distrito de Charlottenburg-Wilmersdorf.
No debe confundirse a esta torre berlinesa con la más moderna Torre de telecomunicaciones de Berlín.

## Historia
El 3 de septiembre de 1926 se inauguró la torre con ocasión de la 3 Großen Deutschen Funkausstellung (tercera gran exposición de radio alemana). La torre actualmente es un monumento protegido.

## Características
La torre está construida con entramado de acero, similar a la de la torre Eiffel en París. Mide 150 m de altura y pesa 600 toneladas. Fue concebida únicamente como torre de comunicaciones, aunque posteriormente se le añadió un restaurante a 52 m de altura y una plataforma de observación a 125m. Los visitantes pueden subir hasta ellos por un ascensor que viaja a 4 metros por segundo.
La torre de radio tiene dos características estructurales muy notables. Primero, se asienta sobre una base cuadrada de 20 m de lado. Su cociente entre la base y la altura es de 1/6,9. Como comparación, la torre Eiffel asienta sobre un cuadrado de 129 m de lado, dando un cociente de 1/2,3. En segundo lugar, la torre de radio es probablemente la única torre de la observación del mundo que está parado en aisladores de porcelana. Fue diseñada como una torre-antena para onda media (AM), y los aisladores fueron pensados para que se descargue la electricidad transmitida por toda la antena. Sin embargo, esto era poco práctico, porque los visitantes habrían sido vulnerables a las descargas eléctricas masivas, así que la torre fue puesta a tierra gracias al eje del elevador. Los aisladores usados fueron fabricados en el Koeniglich Preussische Porzellanmanufaktur (fábrica prusiana real de porcelana).
La torre transmitió un programa de televisión por primera vez el 22 de marzo de 1935, el servicio se ha acabado en el 1944. Después de la Segunda Guerra Mundial, esta torre dejó de transmitir señales televisivas de nuevo desde 1965. Actualmente la torre es ocupada para sistemas de comunicación celular.